# Willy Haibel
Willy Haibel (* 13. April 1901; † 29. März 1984) war ein deutscher Schauspieler.

## Leben
Willy Haibel wurde 1901 geboren.
Sein Debüt als Schauspieler hatte Haibel 1961 in der Fernsehserie Unternehmen Kummerkasten. 1961 folgte sein Spielfilmdebüt in dem Film Die vor die Hunde gehen. In der Fernsehserie Funkstreife Isar 12 spielte er 1961 bis 1963 erstmals eine durchgehende Rolle.
In einer Folge des Hörspiels Der Komödienstadel wirkte er als Sprecher mit.

## Filmografie
- 1961: Unternehmen Kummerkasten (Fernsehserie, eine Folge)
- 1961: Die vor die Hunde gehen (Les Honneurs de la guerre)
- 1961–1963: Funkstreife Isar 12 (Fernsehserie, 3 Folgen)
- 1963: Valentinaden (Fernsehfilm)
- 1964–1965: Das Kriminalmuseum (Fernsehserie, 2 Folgen)
- 1965: Der Komödienstadel: Die Stadterhebung
- 1965: Unsere große Schwester (Fernsehserie, eine Folge)
- 1965: Der Ruepp (Fernsehfilm)
- 1968: Graf Yoster gibt sich die Ehre (Fernsehserie, eine Folge)
- 1968: Der holledauer Schimmel (Fernsehfilm)
- 1973–1974: Tatort:
  - 1973: Tote brauchen keine Wohnung
  - 1974: 3:0 für Veigl
- 1974: Münchner Geschichten (Fernsehserie, eine Folge)
- 1977: Polizeiinspektion 1 (Fernsehserie, eine Folge)

## Hörspiele (Auswahl)
- 1962: Josef Mooshofer, Wilhelm Michael Riegel, Maximilian Vitus, Walter Netzsch: Der Komödienstadel (Drei Einakter): Die Nagelschuh, Der Malerwaschl und Schusterpech und Schwammerlglück (Pfeiffer) – Regie: Olf Fischer (Hörspiel – BR)

Quelle: ARD-Hörspieldatenbank